# آشا پارک
آشا پارک (انگلیسی: Asha Parekh؛ زادهٔ ۲ اکتبر ۱۹۴۲) یک هنرپیشه اهل هند است. وی بین سال‌های ۱۹۵۲ تا ۱۹۹۹ میلادی فعالیت می‌کرد.
وی همچنین برنده جوایزی همچون جایزه فیلم‌فیر بهترین بازیگر زن (۱۹۷۱) و جایزه فیلم‌فیر یک عمر دستاورد (۲۰۰۲) شده‌است.
او همچنین در فیلم کالیا بازی کرده‌است.

## فیلم‌شناسی
فهرست برخی از فیلم‌هایی که آشا پارک در آنها به ایفای نقش پرداخته است:
- کالیا
- منزل منزل
- سلاح
- کاروان
- بادبادک
- بخشش
- من ریحان دارم تو حیاط داری
- روزهای آخر
- شکار
- رقص در موسم باران
- روستای من، کشور من
- مقبره
- طبقه سوم
- بخشش
- دین و قانون
- عزت خانه
- عشق در توکیو
- شعله
- چراغ
- حجاب
- بیا بریم جای دیگه
- عشق من
- چه احمقی
- با همان دل برگشتم
- ازدواج عاشقانه
- بیا هم را ببینیم عشقم
- رویاهای بهاری
- خوش‌شانس
- بی‌بازگشت به تو
- بلندی
- سایه